# Rattiszell

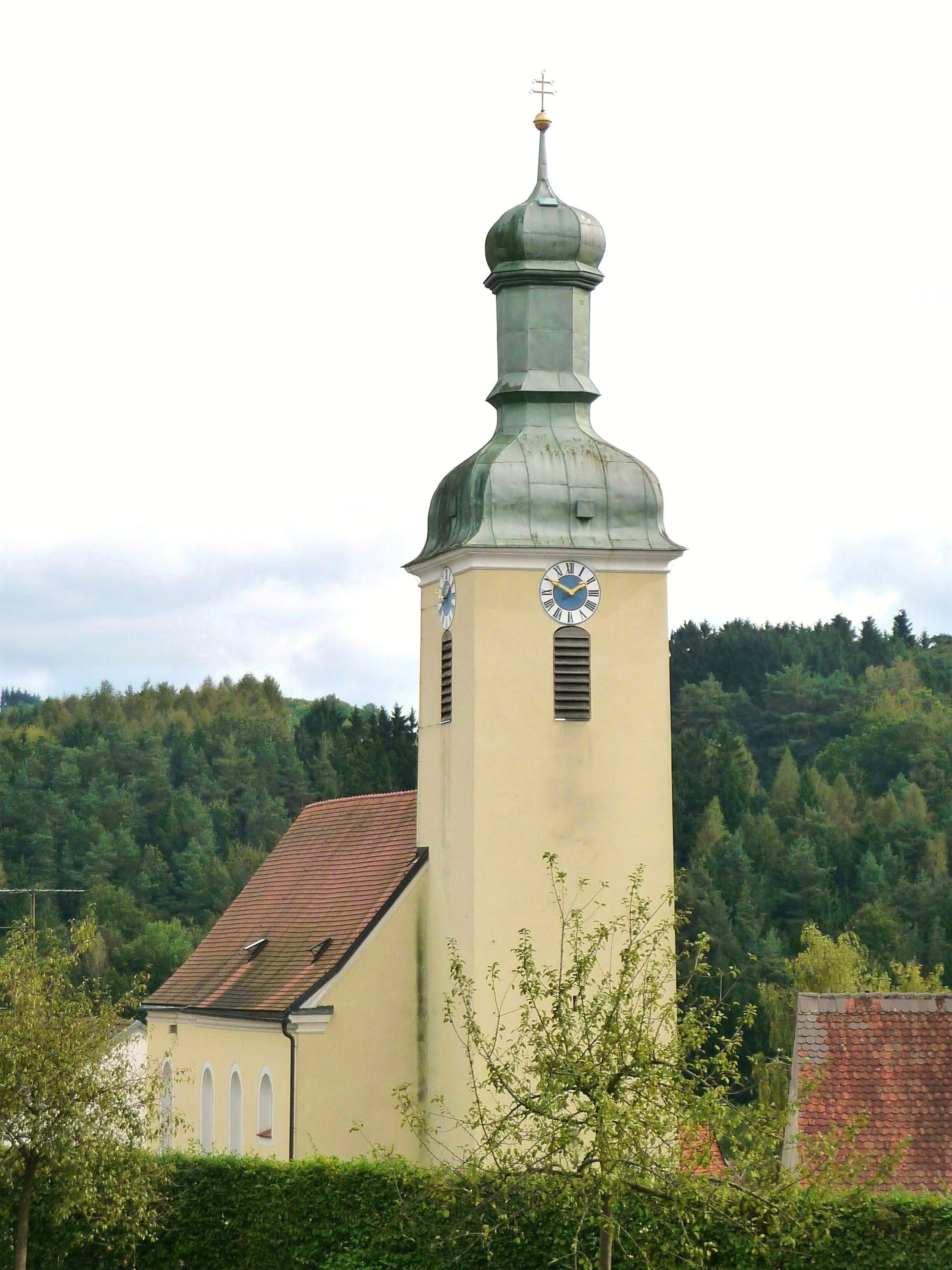
Die Pfarrkirche St. Benedikt

Rattiszell (bairisch Rodaszeij) ist eine Gemeinde im niederbayerischen Landkreis Straubing-Bogen. Das gleichnamige Pfarrdorf ist Sitz der Gemeindeverwaltung. Die Gemeinde ist Mitglied der Verwaltungsgemeinschaft Stallwang.

## Geografie
Rattiszell liegt in der Region Donau-Wald im Bayerischen Wald. Der Hauptort Rattiszell liegt im Kinsachtal zwischen Pilgramsberg (619 m) und Gallnerberg (709 m).

### Gemeindegliederung
Es gibt 37 Gemeindeteile (in Klammern ist der Siedlungstyp angegeben):
- Bühl (Dorf)
- Ederszell (Einöde)
- Eggerszell (Dorf)
- Eiermühle (Einöde)
- Eiserszell (Einöde)
- Emmersdorf (Weiler)
- Erpfenzell (Weiler)
- Euersdorf (Dorf)
- Gmeinwies (Einöde)
- Großneundling (Einöde)
- Gschwellhof (Einöde)
- Haunkenzell (Kirchdorf)
- Herrnfehlburg (Kirchdorf)
- Hinterascha (Weiler)
- Hüttenzell (Dorf)
- Irling (Einöde)
- Jubelheim (Einöde)
- Körbling (Einöde)
- Limpflbach (Einöde)
- Machtenhof (Weiler)
- Maiszell (Weiler)
- Mutzendorf (Weiler)
- Neundling (Weiler)
- Niedereier (Einöde)
- Oberweinberg (Weiler)
- Pfaffenberg (Einöde)
- Pfahlhaus (Einöde)
- Pilgramsberg (Kirchdorf)
- Plenting (Dorf)
- Rattiszell (Pfarrdorf)
- Schwachshof (Einöde)
- Spormühl (Weiler)
- Straßhäuser (Weiler)
- Unterweinberg (Einöde)
- Wäscherszell (Weiler)
- Zisterau (Einöde)
- Zisterhof (Einöde)

Es gibt die Gemarkungen Eggerszell, Haunkenzell, Herrnfehlburg, Pilgramsberg und Rattiszell.

## Geschichte

### Bis zur Gemeindegründung
Rattiszell gehörte den Herren von Buchstätt. Der Ort war Teil des Kurfürstentums Bayern und bildete eine geschlossene Hofmark, deren Sitz Rattiszell war. Im Zuge der Verwaltungsreformen in Bayern entstand mit dem Gemeindeedikt von 1818 die Gemeinde Rattiszell.

### Eingemeindungen
Bereits 1927 wurde die Gemeinde Herrnfehlburg eingemeindet. 1946 wurden aus der aufgelösten Gemeinde Eggerszell die Gemeindeteile Bühl, Zisterau und Zisterhof eingegliedert. Gmeinwies aus der Gemeinde Haunkenzell kam 1949 dazu und 1966 Pfaffenberg aus der damaligen Gemeinde Irschenbach.
Rattiszell war bis zur Gemeindegebietsreform Teil des 1972 aufgelösten Landkreises Bogen. Am 1. Mai 1978 wurde Haunkenzell eingegliedert, das bereits 1876 Maiszell und 1946 Teile von Pilgramsberg und Eggerszell eingemeindet hatte. Der Weiler Straßhäuser wurde erst nach 1987 ein Gemeindeteil.

### Einwohnerentwicklung
Im Zeitraum 1988 bis 2018 wuchs die Gemeinde von 1289 auf 1489 Einwohner bzw. um 15,5 %.
| Jahr      | 1961 | 1970 | 1987 | 1991 | 1995 | 2000 | 2005 | 2010 | 2015 | 2020 |
| --------- | ---- | ---- | ---- | ---- | ---- | ---- | ---- | ---- | ---- | ---- |
| Einwohner | 1176 | 1268 | 1314 | 1324 | 1374 | 1394 | 1462 | 1446 | 1530 | 1500 |

## Politik

### Gemeinderat
Die Gemeinderatswahl 2020 ergab folgende Stimmenanteile und Sitzverteilung:
| Partei/Liste             | %     | Sitze |
| ------------------------ | ----- | ----- |
| CSU                      | 34,39 | 4     |
| Freie Wähler             | 38,24 | 5     |
| Christlicher Wählerblock | 27,36 | 3     |

### Bürgermeister
Erster Bürgermeister ist seit 19. Juni 2007 Manfred Reiner, der am 17. Juni 2007 in einer Stichwahl gewählt wurde. Sein Vorgänger war seit 1987 Josef Schneider (CSU). Er verstarb am 3. März 2007. Reiner wurde bei der Wahl 2020 mit 85,56 % wiedergewählt.

### Wappen
| Wappen Gde. Rattiszell | Blasonierung: „Gespalten; vorne schräg geteilt von Silber und Blau, hinten in Rot ein golden gehörnter, aufsteigender silberner Widder.“ |
| Wappen Gde. Rattiszell | Wappenführung seit 1985 |

## Kultur und Sehenswürdigkeiten
Die Pfarrkirche St. Benedikt wurde 1697 an Stelle einer älteren Kirche unter Verwendung eines spätmittelalterlichen Turms mit Barockaufsatz erbaut. Sie enthält eine geschnitzte Marienstatue von 1500 und eine Sebastiansfigur von ca. 1720.

## Wirtschaft und Infrastruktur

### Wirtschaft einschließlich Land- und Forstwirtschaft
Im Jahr 2020 gab es nach der amtlichen Statistik 704 sozialversicherungspflichtig Beschäftigte am Arbeitsort. Sozialversicherungspflichtig Beschäftigte am Wohnort gab es 591. Im verarbeitenden Gewerbe gab es keine, im Bauhauptgewerbe sechs Betriebe. Zudem bestanden im Jahr 2016 43 landwirtschaftliche Betriebe mit einer landwirtschaftlich genutzten Fläche von 1018 ha, davon waren 518 ha Ackerfläche und 500 ha Dauergrünfläche.

### Verkehr
Die wichtigste Straßenverbindung in der Gemeinde ist die westlich des Ortes Rattiszell in Nord-Süd-Richtung verlaufende Bundesstraße 20. Sie führt zur knapp 10 km südlich verlaufenden Bundesautobahn 3 (AS 106 Straubing). Ebenfalls in Nord-Süd-Richtung verläuft durch den Hauptort die Kreisstraße SR 68 auf der ehemaligen Trasse der B 20. Im Westen durchquert die Staatsstraße St 2147 das Gemeindegebiet.

### Bildung
Es gibt eine Grundschule mit 71 Schülern und vier hauptamtlichen Lehrkräften (SJ 2023/2024).